# Além do Horizonte
Além do Horizonte (en français : Au-delà de l'horizon) est une telenovela brésilienne diffusé en 2013-2014 sur Rede Globo.

## Acteurs et personnages
| Ator                    | Personagem                         |
| ----------------------- | ---------------------------------- |
| Juliana Paiva           | Alice Barcelos (Lili)              |
| Rodrigo Simas           | Marlon Sampaio                     |
| Thiago Rodrigues        | William Sampaio (Leonardo Aroeira) |
| Mariana Rios            | Celina Machado                     |
| Laila Zaid              | Priscila Leite Barcelos (Pri)      |
| Igor Angelkorte         | Marcelo Vilar (Cecelo)             |
| Marcello Novaes         | Kléber Martins (Keké)              |
| Antônio Calloni         | Luís Carlos Barcelos (LC)          |
| Carolina Ferraz         | Maria Tereza Sampaio (Tereza)      |
| Alexandre Nero          | Armando Carvalho (Hermes)          |
| Flávia Alessandra       | Heloísa Barcelos (Helô)            |
| Alexandre Borges        | Thomaz Vilar                       |
| Maria Luísa Mendonça    | Inês Mendonça Vilar                |
| Rômulo Estrela          | Álvaro Costa                       |
| Christiana Ubach        | Paula Vargas (Paulinha)            |
| Yanna Lavigne           | Ana Fátima (Fátima)                |
| Sheron Menezzes (pt)    | Keila Machado Martins              |
| Vinicius Tardio         | Rafael Andrade (Rafa)              |
| JP Rufino               | Edelemilson (Nilson)               |
| Cássio Gabus Mendes     | Jorge (Líder Jorge)                |
| Marina Palha            | Joana Felícia                      |
| Letícia Colin           | Vitória                            |
| Cláudia Jimenez         | Zélia                              |
| Sabrina Greve           | Drª. Angelique                     |
| Caco Ciocler            | André Teixeira                     |
| Júlio Braga             | Oscar                              |
| Marcella Valente        | Júlia Andrade                      |
| Guilherme Fontes        | Flávio Andrade                     |
| Dayenne Mesquita        | Fernanda                           |
| Mariana Xavier          | Ana Rita (Rita)                    |
| Luciana Paes            | Ana Selma (Selma)                  |
| Analu Prestes           | Tita (Vó Tita)                     |
| Diego Homci             | João                               |
| Tiago Homci             | José                               |
| Daniel Ribeiro          | Eduardo (Edu Dente de Ouro)        |
| Lucas Salles            | Gustavo (Guto)                     |
| Jacqueline Sato         | Jéssica (Jessie)                   |
| Karen Coelho            | Sandra Sampaio                     |
| Roney Villela           | Carlos / Kara'twa                  |
| Fernanda Vianna         | Berenice                           |
| Cristine Peron          | Olívia Teixeira                    |
| João Camargo            | Osvaldo                            |
| Otávio Martins          | Cláudio (Cacá)                     |
| Isaac Bardavid          | Klaus                              |
| Ravel Cabral            | Assis                              |
| Begê Muniz              | Matias                             |
| Alice Assef             | Cláudia                            |
| Celso Reeks             | Dr. Breno                          |
| Simon Petracchi         | Wolfgang                           |
| Gustavo Damasceno       | Walmor                             |
| Rodrigo Rangel          | Messias                            |
| Josie Pessôa            | Rose                               |
| Eliseu Paranhos         | Romildo                            |
| Luma Ferreira           | Isabela (Belinha)                  |
| Marcelo Mariano Nicolay | Ednésio                            |
| Lucas Simões            | Guilherme Teixeira                 |
| Nathália Alvim          | Daniela Teixeira                   |
| Renan Monteiro          | Diego                              |
| Narcival Rubens         | Pedrosa                            |
| Billy Blanco Junior     | Orlando                            |
| Paulinho Serra          | Clóvis                             |
| Amandha                 | Amanda                             |

## Diffusion internationale
- Rede Globo (2013-2014)

### Sources
- (pt) Cet article est partiellement ou en totalité issu de l’article de Wikipédia en portugais intitulé « Além do Horizonte (telenovela) » (voir la liste des auteurs).